# Casteggio Club 1932-1933
Questa pagina raccoglie i dati riguardanti il Casteggio Club nelle competizioni ufficiali della stagione 1932-1933.

## Rosa
| N. |                   | Ruolo | Calciatore     |
| -- | ----------------- | ----- | -------------- |
|    | Italia (bandiera) | D     | Giulio Amapane |
|    | Italia (bandiera) | C     | Bianchi        |
|    | Italia (bandiera) | A     | Giuseppe Bruno |
|    | Italia (bandiera) | P     | Carlo Calzati  |
|    | Italia (bandiera) | A     | Luigi Lodi     |
|    | Italia (bandiera) | C     | Peloso         |

| N. |                   | Ruolo | Calciatore      |
| -- | ----------------- | ----- | --------------- |
|    | Italia (bandiera) | C     | Ettore Saragoni |
|    | Italia (bandiera) | D     | Scaglia         |
|    | Italia (bandiera) | D     | Traffoli        |
|    | Italia (bandiera) | A     | Vidali          |
|    | Italia (bandiera) | D     | Zuppada         |